# NGC 1008
NGC 1008 é uma galáxia elíptica (E) localizada na direcção da constelação de Cetus. Possui uma declinação de +02° 04' 49" e uma ascensão recta de 2 horas, 37 minutos e 55,2 segundos.
A galáxia NGC 1008 foi descoberta em 15 de Janeiro de 1865 por Albert Marth.